# Kaiyūkan
Il Kaiyūkan (海遊館?) è un acquario situato nel quartiere di Minato-ku, a Osaka, in Giappone. È uno dei più grandi acquari pubblici del mondo e fa parte della JAZA (Japanese Association of Zoos and Aquariums), l'associazione giapponese che si occupa degli zoo e gli acquari.
L'acquario è a 5 minuti di camminata dalla stazione di Ōsakakō.

## Architettura
Il progetto del Kaiyūkan è stato disegnato da Peter Chermayeff.